# Real Collegio di Lucca
Il Real Collegio di Lucca è un ente morale di Lucca che all'inizio della sua storia era volto all'istruzione pubblica cittadina. Il palazzo dove ha sede ha ospitato un monastero dei Canonici regolari di San Frediano, poi lateranensi, e, una volta sciolto il convento, la biblioteca pubblica, l'Università di Lucca e un collegio detto reale.

## Storia
La prima costruzione ospitò il convento annesso alla basilica di San Frediano, la cui più antica edificazione viene fatta risalire al VI secolo. Nel XVI secolo il monastero ospitò una importante scuola teologica e fu uno dei centri della riforma protestante a Lucca.
Nella seconda metà del XVIII secolo il palazzo divenne sede della Biblioteca pubblica, dell'Accademia Lucchese di Scienze Lettere e Arti e dell'Università di Lucca. Nel 1818 l'università e l'Accademia furono trasferite nel vicino Palazzo Lucchesini, mentre l'edificio di San Frediano continuò ad ospitare la Biblioteca e una scuola ginnasiale preparatoria all'Università con annesso convitto detta proprio Real Collegio. Nel palazzo insegnarono Pietro Martire Vermigli, Celso Martinengo e Paolo Lazise, mentre vi furono come studenti Lorenzo Nottolini, Giuseppe Giusti e Odoardo Beccari. Con la requisizione del monastero annesso alla chiesa di Santa Maria Corteorlandini, la biblioteca è stata trasferita in quel luogo nel 1877.
Nell'ottobre 1923 la riforma Gentile istituì un liceo scientifico provinciale con sede presso il Real Collegio, ma fu dichiarato chiuso per mancanza di alunni e difficoltà finanziarie.